# Narraga baltearia
Narraga baltearia là một loài bướm đêm trong họ Geometridae.